# José Enrique Gargallo
José Enrique Gargallo Gil (Puebla de Arenoso, 17 de mayo de 1960) es un filólogo y lingüista español, catedrático de Filología románica de la Universidad de Barcelona (UB) desde 2017. Entre sus líneas de investigación se encuentra la paremiología, especialmente los refranes del calendario y meteorológicos en las lenguas románicas.

## Biografía
Nació en 1960 en Puebla de Arenoso. Licenciado en Filología Hispánica se doctoró en Filología Románica, con la lectura en 1987 en la Universidad de Barcelona (UB) de Una encrucijada lingüística entre Aragón, Valencia y Castilla: El Rincón de Ademuz, una tesis dirigida por Joan Veny Clar.
En 1988 obtuvo una plaza de profesor titular de la UB. En 2014 se aprobó su nombramiento como miembro numerario de la Sección Filológica del Instituto de Estudios Catalanes, tomando posesión en noviembre de 2016. Ha sido profesor invitado en las universidades de  Illinois (1996), San Petersburgo (1997), Santo José de Costa Rica (1998) y Grenoble (2004). Fue nombrado catedrático de Filología Románica de la UB en 2017.
Sus líneas de investigación se han centrado en la lingüística románica, las áreas de frontera entre lenguas romances y la paremiología.
Fue colaborador del programa cultural Para todos La 2 (emitido en La 2), donde hacía divulgación lingüística, etimológica y paremiológica.

## Obras
Autor
- Guía de lingüística románica, Barcelona, PPU, 1989.
- Les llengües romàniques. Tot un món fet de romanços, Barcelona, Empúries, 1994.
- Calendario romance de refranes. Universitat de Barcelona, 2003.  ISBN. 84-8338-394-2. En colaboración con Miguel Correas Martínez.
- Paremiología romance: los refranes meteorológicos. Universitat de Barcelona, Publicacions i Edicions de la Universitat de Barcelona, 2010.  ISBN. 978-84-475-3454-8

Editor
- Gargallo Gil, José Enrique. Bastardas, María Reina, ed. (2007). Manual de lingüística románica. Barcelona. Barcelona: Ariel.[12]
- José Enrique Gargallo Gil (ed. lit.), María Reina Bastardas i Rufat (ed. lit.), Joan Fontana (ed. lit.), Antonio Torres Torres (ed. lit.) Mirades de la ciència sobre el temps: el cicle de l'any i de la vida. Universitat de Barcelona, Publicacions i Edicions de la Universitat de Barcelona, 2019. ISBN  978-84-9168-231-8